# 大久保正陽
大久保 正陽（おおくぼ まさあき、1935年8月23日 - 2023年1月21日）は、日本の元騎手（日本中央競馬会）、元調教師（日本中央競馬会）。
父の大久保亀治は、尾形藤吉門下の元騎手・元調教師。祖父の大久保福松は函館大経の弟子。弟の大久保光康も元騎手・元調教師（日本中央競馬会）。子の大久保龍志は現在も開業中の調教師（日本中央競馬会）。美浦所属の元調教師大久保洋吉は父方の従弟。孫の大久保友雅は栗東所属の騎手。

## 経歴

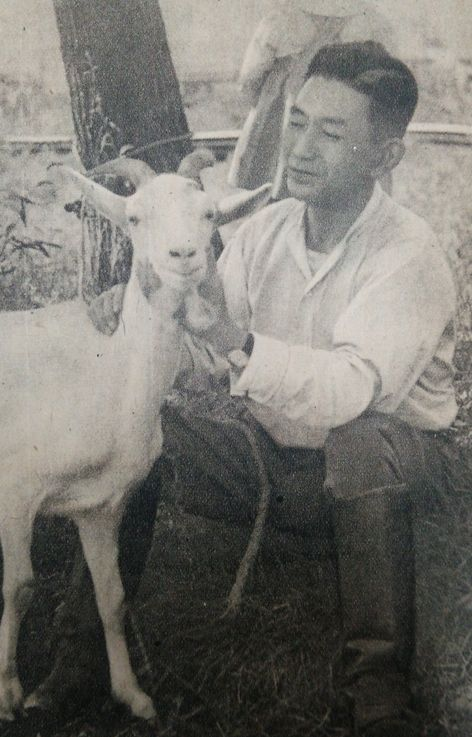
父・亀治（1947年）

兵庫県鳴尾で7人きょうだいの3人目（次男）として生まれる。1952年に騎手見習い、騎手候補生を経て1957年に父・大久保亀治の厩舎所属の騎手となる。なお1954年4月に立命館大学法学部に入学し、夜に通学しながら厩舎での仕事を続ける生活を両立させ、学士号を取得している。これは大久保は体が大きく、先々調教師になることを見越して、父・亀治が法律を学ばせるためであった。
現役時代は体重の関係で障害競走の騎乗が多かった。騎乗数は少ないものの、ヘリオスで京都記念2勝のほか阪神大賞典を勝利するなどした。また繋駕速歩競走の騎手としても数多く騎乗した。
1970年2月に騎手を引退して同厩舎の調教助手となり、1971年に調教師免許を取得。1972年に父が死去した為、厩舎を引き継いだ。2006年2月28日に定年により調教師を引退。
調教師としては、ときに競馬における常識に挑戦するような競走馬の使い方をすることで知られ、史上初の「障害帰りのGI馬」となったメジロパーマーや、「中央競馬の全競馬場で重賞に出走する」という珍記録を達成したヤマノシラギクを管理したことで有名。また三冠馬・ナリタブライアンに対しても、6歳（旧馬齢）時に天皇賞（春）（3200メートル）の次走として高松宮杯（1200メートル）に出走させたことから、距離適性などの面からマスコミとの間で論争を呼んだ（詳しくはナリタブライアン#ローテーションを巡る批判を参照）。なお、同様の例は、1976年の天皇賞春を勝ったエリモジョージを、同年夏の札幌競馬場で行われた短距離ステークスに出走させたこともある。
2023年1月21日、誤嚥性肺炎のため死去。87歳没。

## 騎手成績
| 通算成績 | 1着 | 2着 | 3着 | 騎乗数 | 勝率 | 連対率 |
| -------- | --- | --- | --- | ------ | ---- | ------ |
| 平地     | 50  | 52  | 59  | 476    | .105 | .214   |
| 障害     | 1   | 4   | 7   | 22     | .045 | .227   |
| 速歩     | 0   | 1   | 3   | 19     | .000 | .053   |
| 計       | 51  | 57  | 69  | 517    | .099 | .209   |

|            | 日付          | 競走名             | 馬名         | 頭数 | 人気 | 着順 |
| ---------- | ------------- | ------------------ | ------------ | ---- | ---- | ---- |
| 初騎乗     | 1957年4月6日  | -                  | シロツクス   | -    | -    | 3着  |
| 初勝利     | 1957年6月23日 | -                  | シロツクス   | -    | -    | 1着  |
| 重賞初騎乗 | 1957年6月2日  | アラブ大障害（春） | フクカゼ     | 6頭  | 4    | 5着  |
| 重賞初勝利 | 1959年4月5日  | スワンS            | ゴールマイト | 9頭  | 9    | 1着  |
| GI級初騎乗 | 1959年4月29日 | 天皇賞（春）       | ゴールマイト | 8頭  | 8    | 5着  |

### 主な騎乗馬
- ゴールマイト（1959年スワンステークス）
- ヘリオス（1960年京都杯・京都記念（秋）、1961年京都記念（秋）・阪神大賞典）

## 調教師成績
| 通算成績 | 1着 | 2着 | 3着 | 騎乗数 | 勝率 | 連対率 |
| -------- | --- | --- | --- | ------ | ---- | ------ |
| 平地     | 537 | 542 | 573 | 6492   | .083 | .116   |
| 障害     | 60  | 63  | 59  | 515    | .117 | .239   |
| 計       | 597 | 605 | 632 | 7007   | .085 | .171   |

|            | 日付          | 競走名       | 馬名           | 頭数 | 人気 | 着順 |
| ---------- | ------------- | ------------ | -------------- | ---- | ---- | ---- |
| 初出走     | 1973年3月3日  | -            | ウエストサイド | -    | -    | 7着  |
| 初勝利     | 1973年4月25日 | -            | エリモキング   | -    | -    | 1着  |
| 重賞初出走 | 1973年4月1日  | 鳴尾記念     | エリモジェニー | 9頭  | 8    | 8着  |
| 重賞初勝利 | 1973年9月9日  | 函館記念     | エリモカップ   | 9頭  | 4    | 1着  |
| GI級初出走 | 1973年4月29日 | 天皇賞（春） | エリモカップ   | 15頭 | 4    | 10着 |
| GI級初勝利 | 1976年4月29日 | 天皇賞（春） | エリモジョージ | 17頭 | 12   | 1着  |

## 代表管理馬
太字はGI級競走
- エリモジョージ（1975年シンザン記念、1976年天皇賞（春）、京都記念・秋、函館記念、1978年宝塚記念、京都記念・春、鳴尾記念）
- ヤマノシラギク（1983年・1985年京都大賞典、1984年小倉大賞典）
- メジログッテン（1992年東京障害特別（春）、1993年中山大障害（春））
- メジロパーマー（1991年札幌記念、1992年宝塚記念、有馬記念、新潟大賞典、1993年阪神大賞典）
- ナリタタイシン（1992年ラジオたんぱ杯3歳ステークス、1993年皐月賞、1994年目黒記念）
- ナリタブライアン（1993年朝日杯3歳ステークス、1994年皐月賞、東京優駿、菊花賞（中央競馬クラシック三冠）、有馬記念、スプリングステークス、共同通信杯4歳ステークス、1995年・1996年阪神大賞典）
- エリモダンディー（1997年京阪杯、1998年日経新春杯）
- シルクジャスティス（1997年有馬記念、京都大賞典、京都4歳特別）
- ラガーレグルス（1999年ラジオたんぱ杯3歳ステークス）
- メジロライデン（2002年京都ハイジャンプ）

## 主な厩舎所属者
※太字は門下生。括弧内は厩舎所属期間と所属中の職分。
- 池添兼雄（1974年-1981年 騎手）
- 大久保光康（1974年-1984年 騎手）
- 松田幸春（1974年-1976年 騎手）
- 寺田雅之（1974年-1988年 騎手）
- 大久保龍志（1989年-2001年 厩務員、調教助手）
- 宮徹（1990年-1991年 騎手）
- 藤井正輝（1993年-1998年 騎手）
- 北出成人（2002年-2005年 調教助手）